# Municipio de Deerfield (Kansas)
El municipio de Deerfield (en inglés: Deerfield Township) es un municipio ubicado en el condado de Kearny en el estado estadounidense de Kansas. En el año 2010 tenía una población de 879 habitantes y una densidad poblacional de 7,31 personas por km².

## Geografía
El municipio de Deerfield se encuentra ubicado en las coordenadas 38°1′10″N 101°9′48″O / 38.01944, -101.16333. Según la Oficina del Censo de los Estados Unidos, el municipio tiene una superficie total de 120.24 km², de la cual 119,44 km² corresponden a tierra firme y (0,67 %) 0,8 km² es agua.

## Demografía
Según el censo de 2010, había 879 personas residiendo en el municipio de Deerfield. La densidad de población era de 7,31 hab./km². De los 879 habitantes, el municipio de Deerfield estaba compuesto por el 81,46 % blancos, el 1,02 % eran afroamericanos, el 1,02 % eran amerindios, el 0,46 % eran asiáticos, el 13,54 % eran de otras razas y el 2,5 % eran de una mezcla de razas. Del total de la población el 43,8 % eran hispanos o latinos de cualquier raza.